# Горчинська Ванда Петрівна
Ванда Петрівна Горчинська (псевдо Домовина; 5 липня 1924, м. Копичинці, нині Україна — 24 липня 2022, Тернопільська область, Україна) — українська медсестра, зв'язкова УПА. Орден княгині Ольги ІІІ ступеня (2018).

## Життєпис
Ванда Горчинська народилася 5 липня 1924 року в місті Копичинцях Гусятинського повіту на Тернопільщині у сім'ї селян — українки Теклі Ухач і поляка Петра Горчинського.
Закінчила семирічну польську школу. Працювала санітаркою в районній лікарні.
У 18 років стала членкинею ОУН, мала псевдо «Домовина». Після невдалого замаху на офіцера НКВС перейшла у підпілля. Працювала зв'язковою, друкаркою, медсестрою Копичинецького надрайонного Українського Червоного Хреста — медичної служби, заступником керівника медслужби Пробіжнянського району. 12 березня 1946 року арештована. 23 липня засуджена до 15 років каторги з конфіскацією майна і п'яти років — поразки у політичних та громадських правах. Відбувала покарання у таборах Дудінки, Норильська, Тайшета і Мордовії. Учасниця Норильського повстання 1953 року. Батьків вивезли в Амурську область, де й померли. 8 квітня 1956 року вийшла на волю. Реабілітована 7 липня 1992 року.
У 2021 році публікація журналістів Христини Коціри та Богдана Кутєпова «Позивний „Домовина“. Історія арештантки» про Ванду Горчинську перемогла в конкурсі «Честь професії» у номінації «Найкращий репортаж».
У 2020—2021 роках відбувалися зйомки чотирисерійного циклу телепередач «Жива УПА.Тернопільщина», одна із серій циклу присвячена життєвому шляху Ванди Горчинської.
Померла 24 липня 2022 року на Тернопільщині.

## Родина
Чоловік — Роман Демчук, так само був засуджений на 25 років таборів. Покарання відбував у місті Інта, Республіка Комі, де працював на шахті. Виховали дочку Ярославу та сина Ігоря. У 1976 році повернулися в Копичинці. Помер 6 квітня 2013 року.
Нині Ванда Горчинська має трьох онуків і правнука.

## Фільми
1 травня 2022 року в родинних Копичинцях було презентовано документальний фільм «Зв'язкова. Домовина» про Ванду Горчинську.